# Мердер, Иван Карлович
Иван Карлович Мердер (24 июня 1832 — 27 ноября 1907) — шталмейстер, благотворитель, сын генерал-адъютанта К. К. Мердера — воспитателя будущего императора Александра II .

## Биография
Католического вероисповедания. Из дворян Санкт-Петербургской губернии.
Из камер-пажей произведён в корнеты Лейб-гвардейского конного полка, а 30 марта 1852 года в поручики. 22 июля назначен адъютантом к Главноуправляющему Путями сообщения и публичными зданиями генерал-адъютанту Клейнмихелю. По замещении графа Клейнмихеля генерал-адъютантом Чевкиным, Мердер переведён к нему адъютантом.
С 15 апреля 1856 года штабс-ротмистр, с 30 августа 1858 года ротмистр. В следующем году награждён орденом Святой Анны 3-й степени. 10 марта 1862 года по домашним обстоятельствам уволен в отставку, полковником с мундиром. 16 июня 1863 года причислен к Главному управлению государственного коннозаводства, 9 января 1864 года он переименован в надворные советники, соответственно прежнему чину ротмистра гвардии.
21 января назначен секретарём в канцелярию Главного Управления Государственного Коннозаводства. 21 июня того же года Всемилостливейше пожалован подарком в 600 рублей. 9 марта 1865 года произведён в коллежские советники, со старшинством от 6 января 1864 года, и в том же году вторично пожалован подарком в 600 рублей. 22 марта 1866 года награждён орденом Святого Станислава 2-й степени с императорской короной и 31 октября того же года назначен корреспондентом Главного управления по Псковской губернии, с оставлением в должности секретаря.
С 8 апреля 1867 года статский советник. За содействие успеху Всемирной Парижской выставки, по части коннозаводства Императором Наполеоном III 13 января 1868 года пожалован к ордену Почётного легиона офицерского креста. 11 апреля 1869 года награждён орденом Святой Анны 2-й степени и в том же году ему пожалован прусский орден Короны 3-й степени и австрийский орден Железной короны той же степени. 17 апреля 1870 года пожалован в звание камергера Высочайшего Двора; через год 19 марта 1871 года ему пожалован подарок в 400 рублей. В следующем году ему пожалован шведский орден Вазы кавалерских услуг, а за труды по 3-й Московской конной выставке 30 сентября он награждён орденом Святого Владимира 3-й степени.
1 августа 1873 года он причислен к Главному Управлению Государственного коннозаводства с возложением на него заведования частями секретарскою и редакторскою. 15 апреля 1874 года он произведён в действительные статские советники; 1 августа ему разрешено принять австрийский орден Франца Иосифа 2-й степени со звездой, 12 декабря он уволен по собственному желанию от должности корреспондента по Псковской губернии.
17 апреля 1877 года пожалован орденом Святого Станислава 1-й степени, в следующем году 29 ноября ему разрешено принять командорский знак ордена Почётного легиона, 7 апреля 1880 года он награждён орденом Святой Анны 1-й степени. 13 октября 1880 года утверждён непременным Членом при Ветеринарном комитете, а 22 декабря назначен Директором Канцелярии Главного Управления Государственного коннозаводства. В заседании Совета Казанского Ветеринарного института , а 29 января 1882 года единогласно избран Почётным членом этого института. 15 мая 1883 года награждён орденом Святого Владимира 2-й степени и в этот же день ему пожалована аренда на шесть лет, по 1200 рублей ежегодно.
13 апреля 1886 года пожалован в шталмейстеры, с оставлением в занимаемых им должностях. 3 апреля 1889 года награждён орденом Белого орла. Имел сына Алексея

## Труды
- Исторический очерк русского коневодства и коннозаводства Санкт-Петербург : тип. Э. Метцига, 1868
- Сборник сведений о торговле лошадьми и перечень конских заводов в России : С прил. карты и показанием распределения кон. населения Санкт-Петербург : тип. А. Бенке, 1871
- Конская торговля в России Санкт-Петербург : тип. Тренке и Фюсно, 1880
- Сборник сведений о торговле лошадьми в России Санкт-Петербург : типо-лит. Месника и Римана, 1891
- И. К. Мердер и Л. Н. Симонов, «Лошади» (конские породы) / д-ра Леонида Симонова и Ивана Мердера; с приложением письма генерала барона Фавро-де-Кербрек, Париж: Издание доктора Леонида Симонова; Типография Фирмен-Дидо, 1895 год.
- Русская лошадь в древности и теперь. Историко-иппологичесское исследование И. К. Мердера и В. Э. Фирсова. — Санкт-Петербург: типо-литография Ю. Я. Римана, 1896. — 270 с.; 23 см;
- Конские заводы Европейской России, Кавказа и Тургайской области и исторический очерк их развития : С карт. распределения пород, з-дов и табунов / Сост. Дм. Дубенский, под ред. И.К. Мердера Санкт-Петербург : Воен. тип., 1896
- Исторический очерк русского коневодства и коннозаводства Москва : Кн. дом "ЛИБРОКОМ", cop. 2011